# Xã New Jasper, Quận Greene, Ohio
Xã New Jasper (tiếng Anh: New Jasper Township) là một xã thuộc quận Greene, tiểu bang Ohio, Hoa Kỳ. Năm 2010, dân số của xã này là 2.568 người.